# Ocean Park Hong Kong
Koordinaten: 22° 14′ 45″ N, 114° 10′ 33″ O

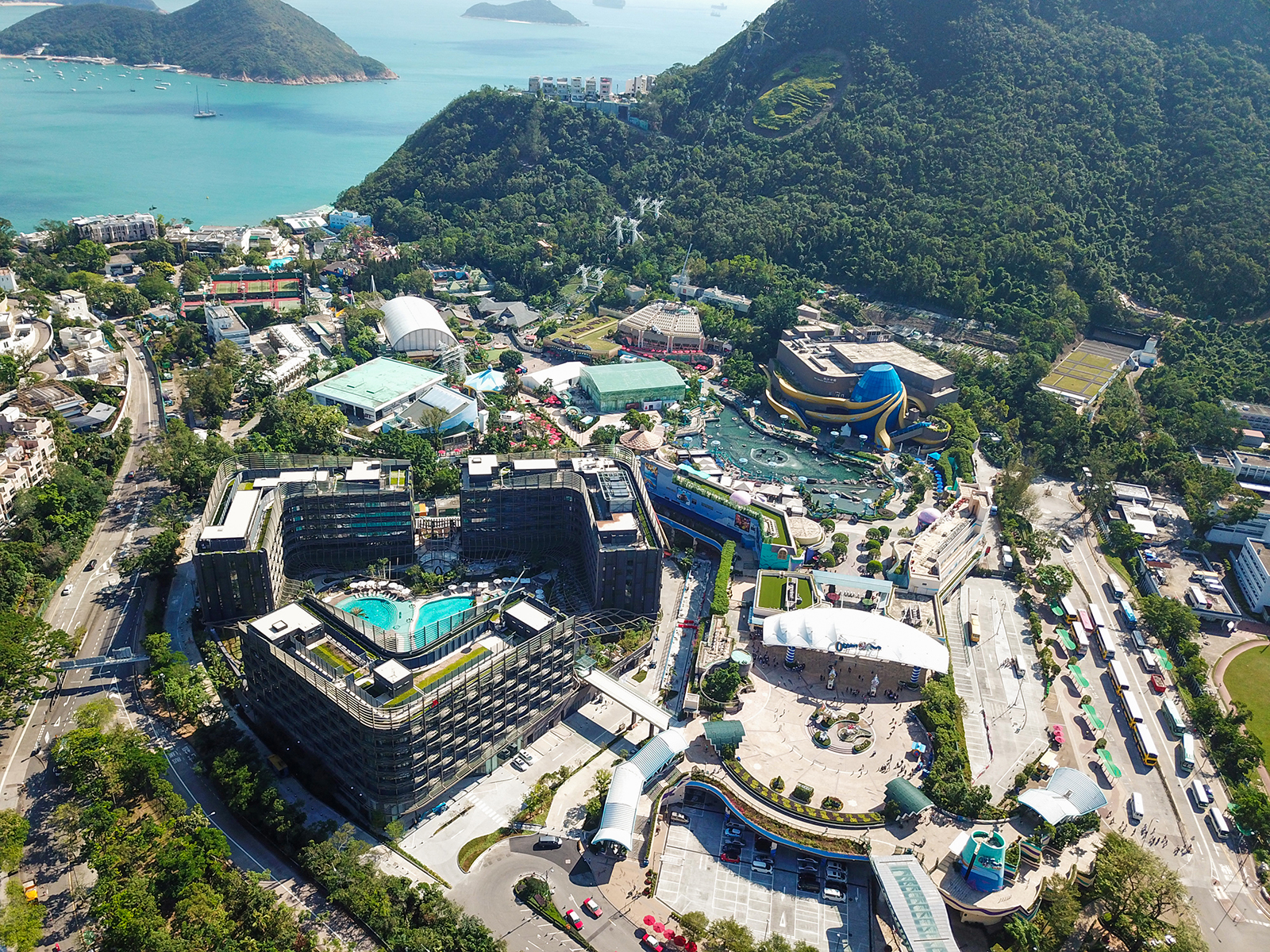
Ocean Park Lowland – Luftansicht, 2018

Der Ocean Park Hong Kong (chinesisch 香港海洋公園 / 香港海洋公园, Pinyin Xiānggǎng Hǎiyáng Gōngyuán, Jyutping Hoeng1gong2 Hoi2joeng4 Gung1jyun4*2), umgangssprachlich meist kurz als Ocean Park genannt, ist ein Freizeitpark der Sonderverwaltungszone Hongkong. Er liegt nahe Wong Chuk Hang (黃竹坑, englisch Staunton Valley) und Nam Long Shan (南朗山, englisch Brick Hill) auf der Südseite von Hong Kong Island. Ocean Park ist neben Hong Kong Disneyland einer der beiden Freizeitparks von Hongkong. Mit 7,792 Millionen Besuchern im Jahr 2014 ist er derzeit der viertgrößte Freizeitpark Asiens und der dreizehntgrößte Freizeitpark der Welt.
Die Thematisierung des Parks bezieht sich auf den Lebensraum Meer.

## Geschichte
Die Errichtung des 1977 eröffneten Park wurde vom Hong Kong Jockey Club organisiert, welcher das nötige Land kostenlos von der Regierung Hongkongs bereitgestellt bekam. 1987 hörte der Park auf, ein Tochterunternehmen des Clubs zu sein und erhielt eine eigene Körperschaft, wobei der Vorstand von der Regierung ernannt wurde. Heute wird der Park von der Ocean Park Corporation geleitet, einer Organisation, die finanziell unabhängig und gemeinnützig ist.

## Aufteilung des Parks & Attraktionen
Der Park ist in zwei Teile aufgegliedert: Lowland und Headland, wobei letzterer auf einem Hügel, etwas höher gelegen, Platz findet. Die beiden Teile sind durch eine Gondelbahn miteinander verbunden. Neben der Aufteilung in einen höher und einen tiefer gelegenen Parkteil wurde auch thematisch gegliedert: Insgesamt finden sich acht Themenbereiche auf dem Parkgelände: Headland Rides, Adventure Land, Amazing Asian Animals, Marine Land, Lowland Gardens, Whisker's Harbour, The Rainforest und Tai Shu Wan Entrance.
Neben einigen Tieren finden sich auch insgesamt 17 Attraktionen auf dem Gelände des Parks.
Im Themenbereich Rainforest sind die zwei Achterbahnen des Parks: Der Powered Coaster Arctic Blast vom deutschen Hersteller Mack Rides und Hair Raiser vom Schweizer Hersteller Bolliger & Mabillard, die fünf Inversionen hat.

### Achterbahnen
| Name                 | Typ               | Hersteller           | Eröffnung | Bemerkung        | Quellen |
| -------------------- | ----------------- | -------------------- | --------- | ---------------- | ------- |
| Arctic Blast         | Powered Coaster   | Mack Rides           | 2012      | —                | [ 5 ]   |
| Dragon               | Loopingachterbahn | Arrow Dynamics       | 1984      | 2021 geschlossen | [ 6 ]   |
| Hair Raiser          | Floorless Coaster | Bolliger & Mabillard | 2011      | —                | [ 7 ]   |
| Wild West Mine Train | Stahlachterbahn   | Zamperla             | 1999      | 2021 geschlossen | [ 8 ]   |

## Besucherzahlen
Quellen:
* 1995–2005: Clavé, Salvador Anton: The global Theme Park Industry. 2007, S. 65;
* Global Attractions Attendance Reports 2006–2013

## Galerie

Parkattraktionen (Auswahl)
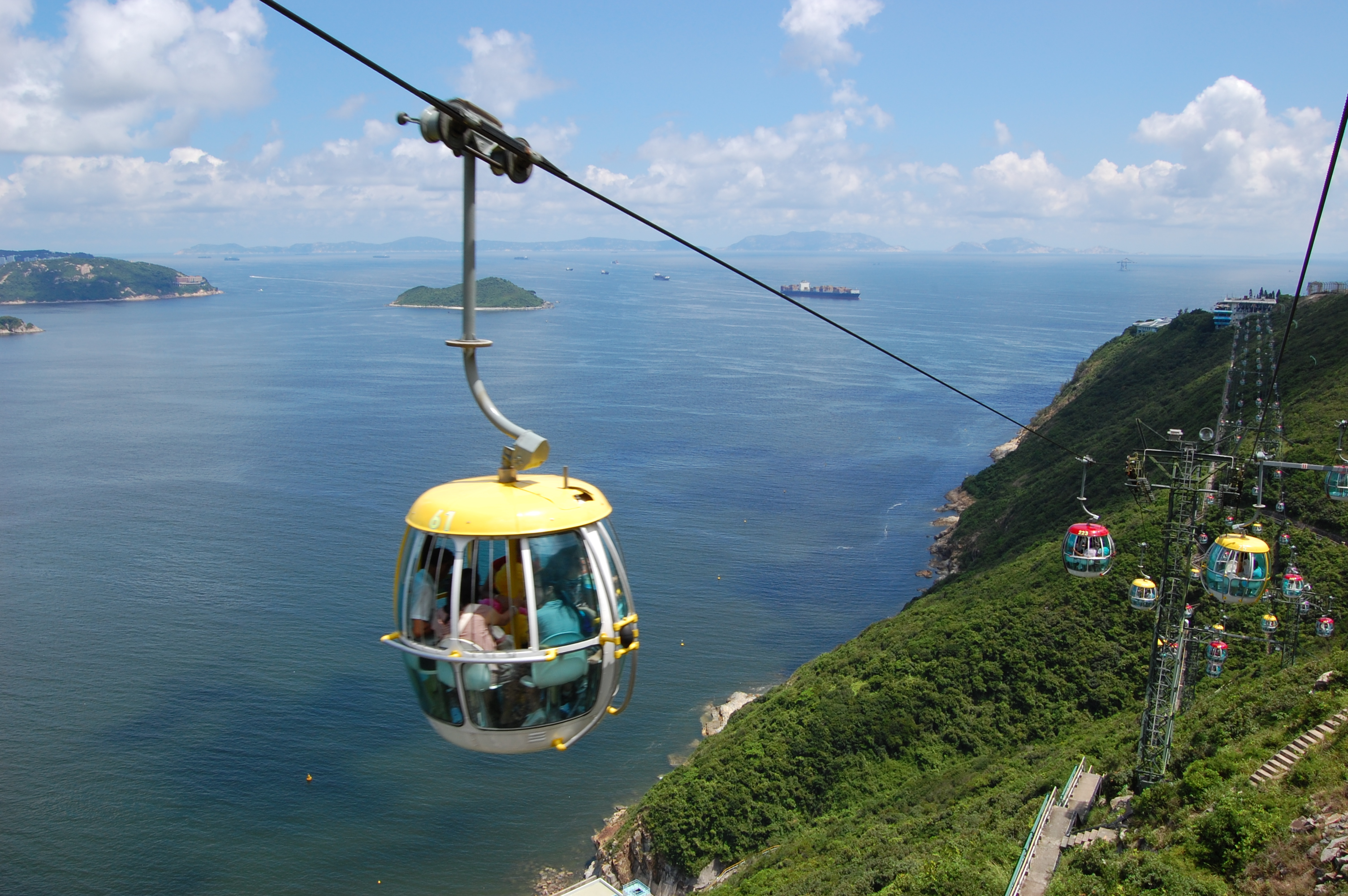
Seilbahngondel[10] für sechs Personen, 2007
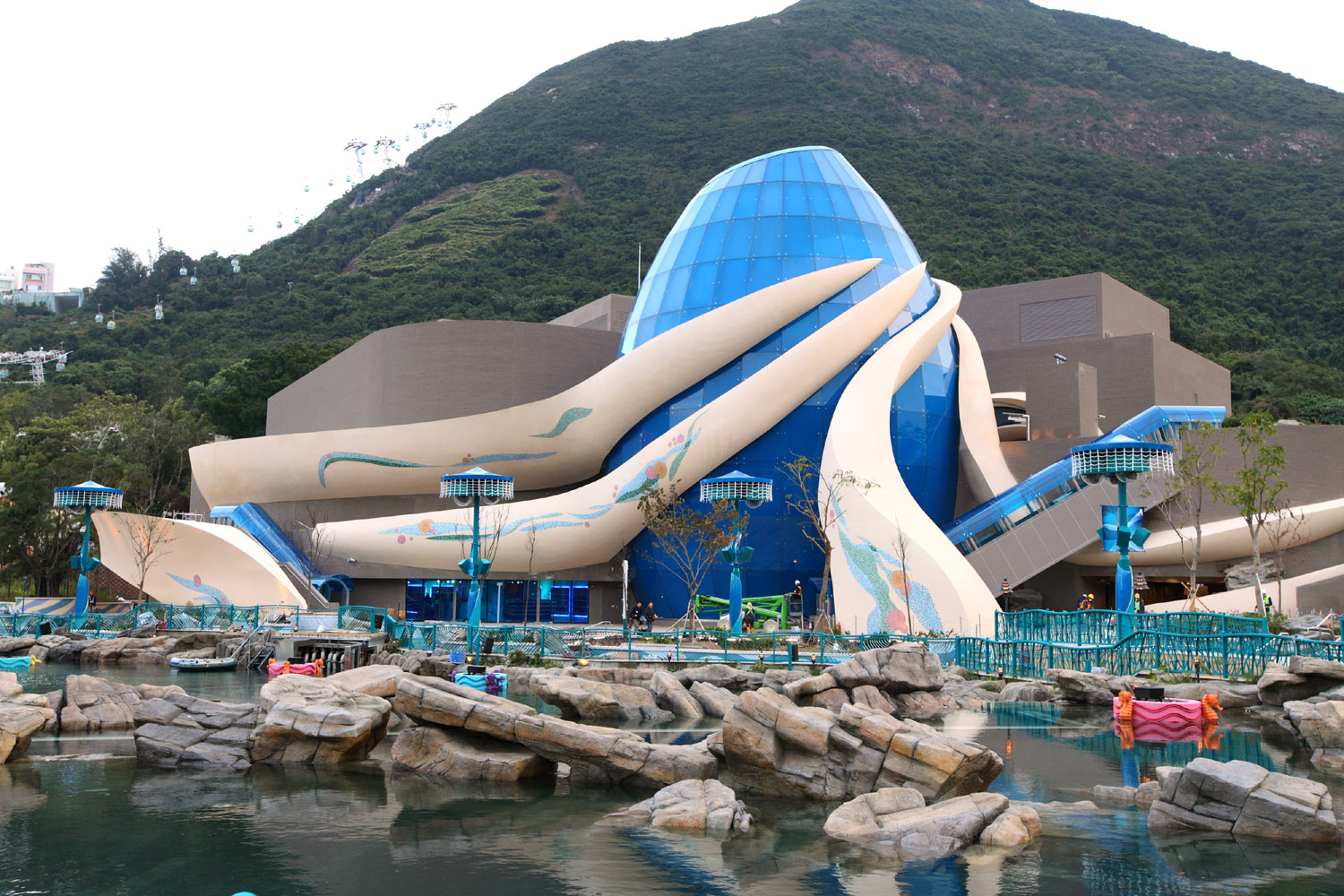
Aqua City am Waterfront (Lowland), 2013
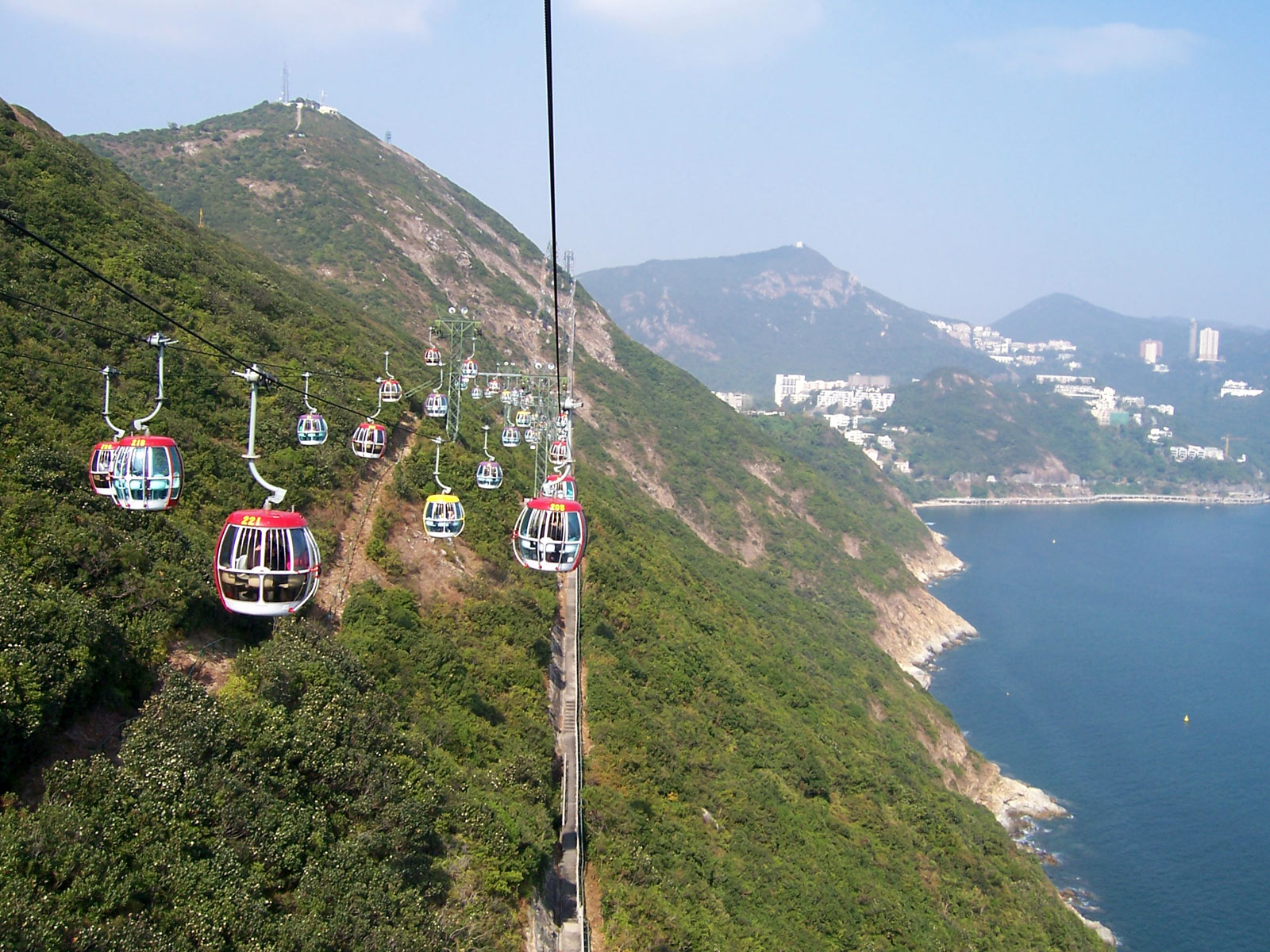
Seilbahnsystem – 1,5 km lang, 2006
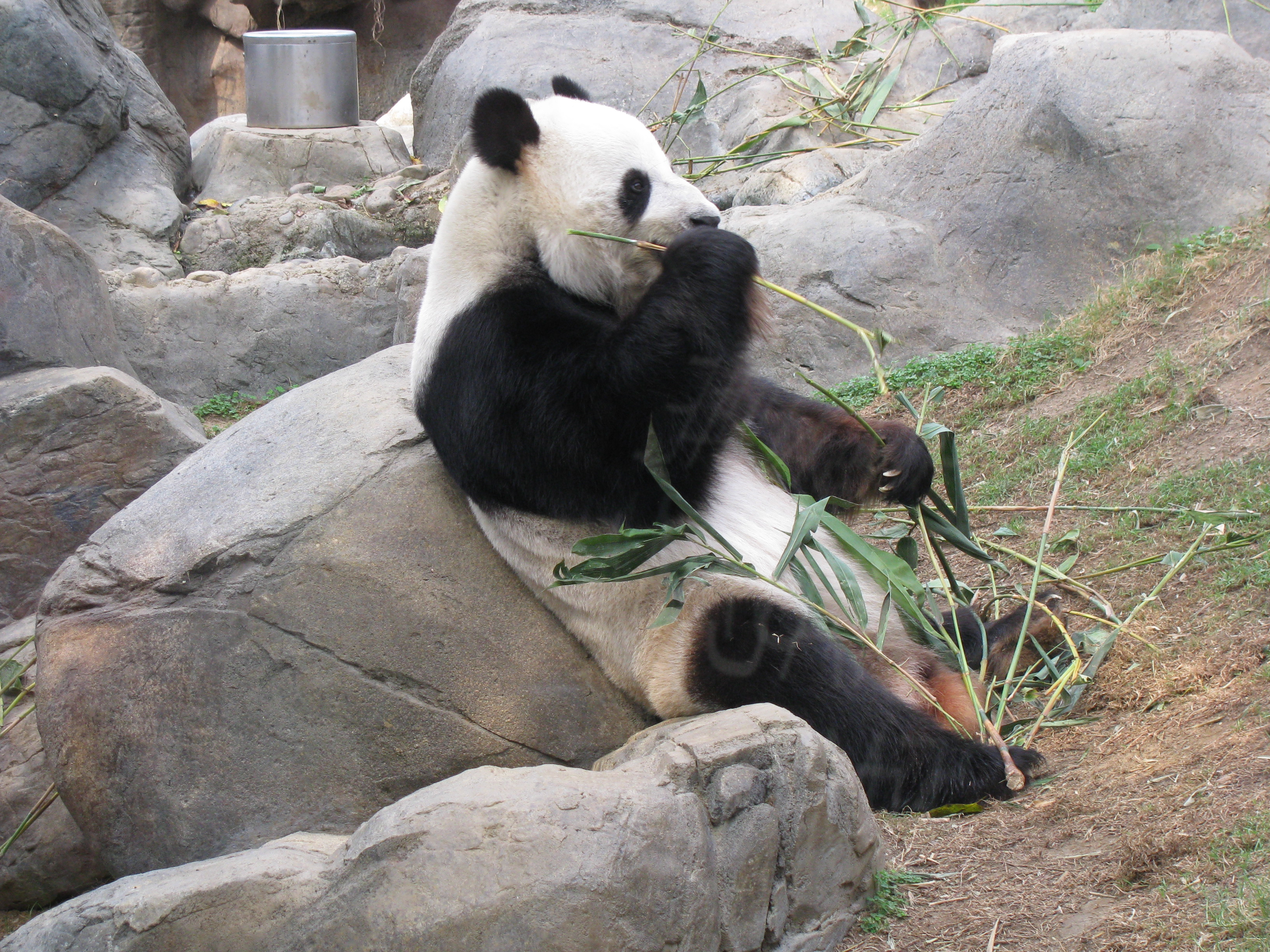
Panda beim Bambusverzehr, 2012
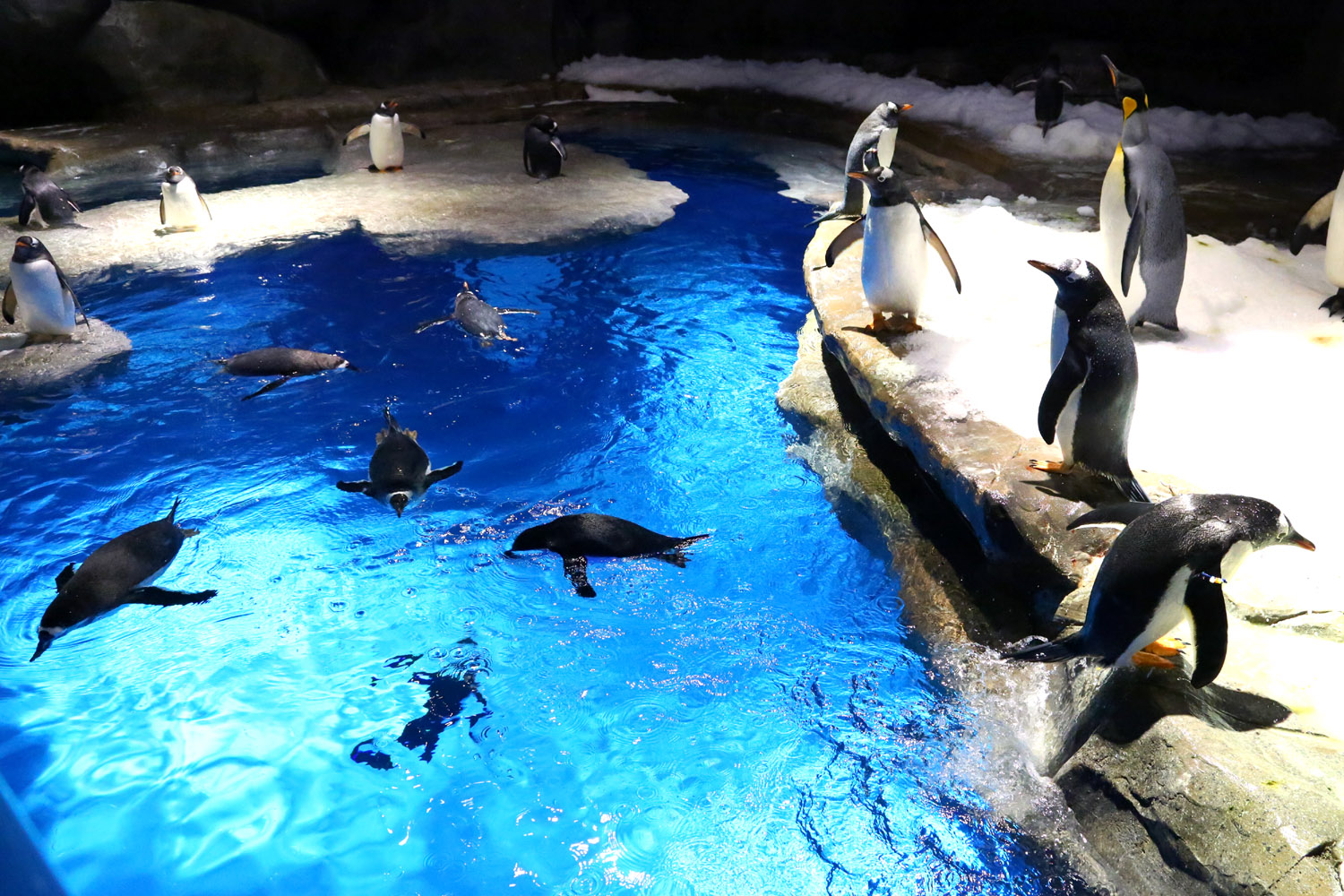
Pinguine in Polar Adventure, 2012
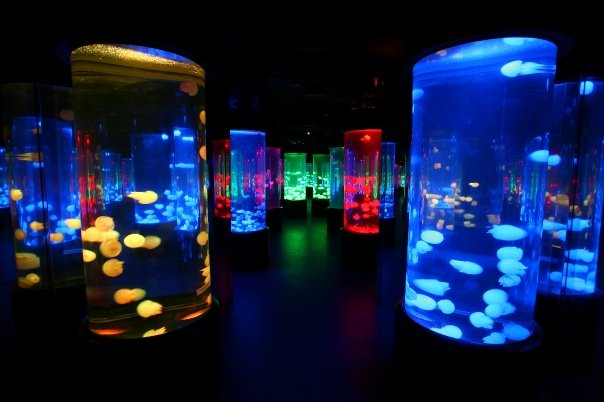
Quallen in Marine World (Headland), 2013